# Caproni Ca.4
Caproni Ca.4 byl italský trojplošný těžký bombardér vyráběný během první světové války a používaný k náletům na cíle v Rakousko-Uhersku.

## Vývoj
Po úspěchu těžkého bombardéru Caproni Ca.3 začal Gianni Caproni pracovat na návrhu ještě většího letounu. Ten se svým předchůdcem sdílel neobvyklé uspořádání se dvěma trupy, jedním tlačným motorem v zadní části centrální gondoly a dvěma tažnými motory v přední části obou trupů. Nejnápadnější ale na novém letounu bylo použití tří nosných ploch místo obvyklých dvou.
Nový, obří bombardér byl přijat do výzbroje italské armády pod vojenskám označením Ca.4, ale následně se vyráběl v několika variantách, z nichž každá nesla své vlastní tovární označení.

## Varianty

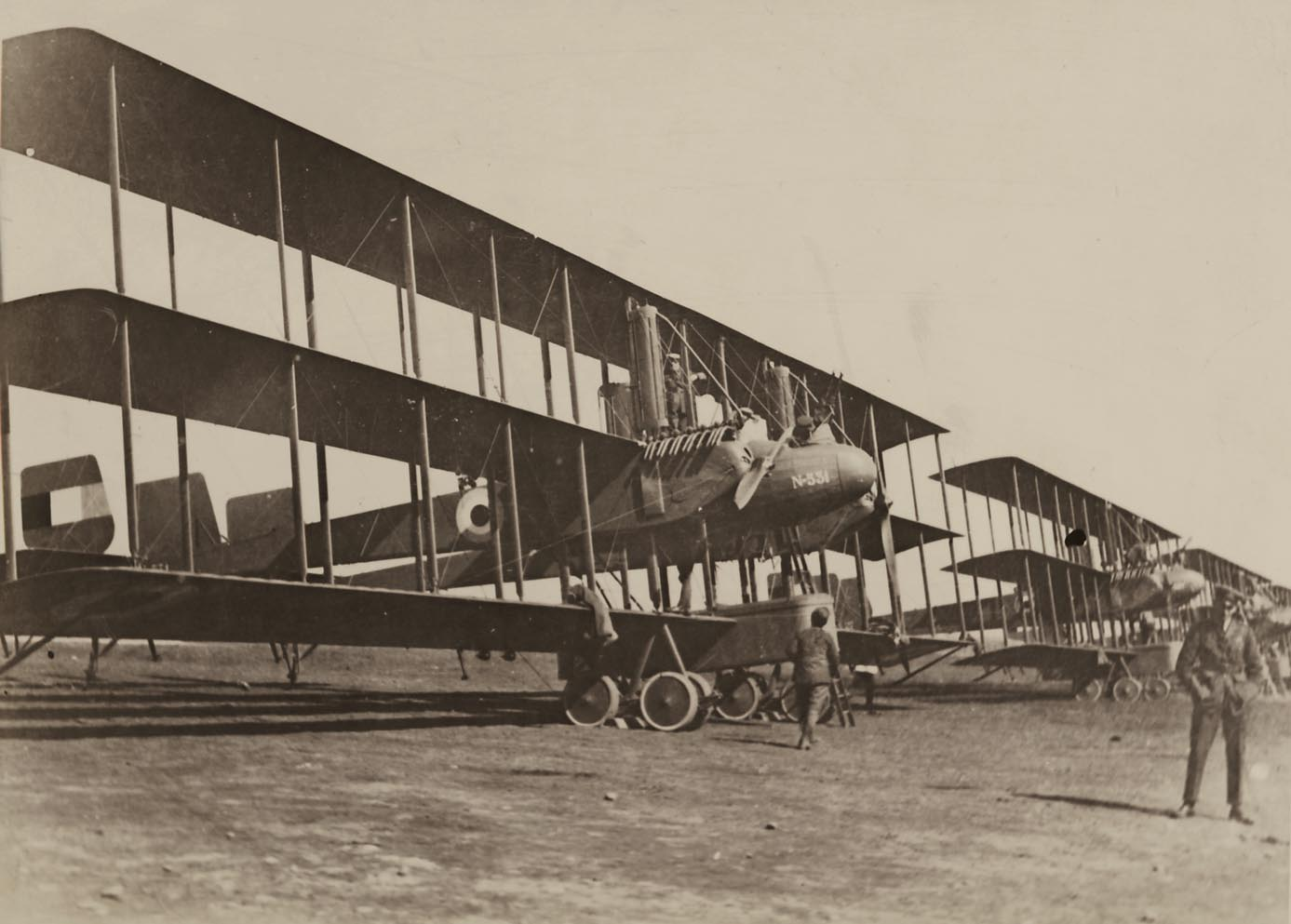
Caproni Ca.42 227. perutě Royal Naval Air Service

Poznámka: Během války byla všechna letadla označována italskou armádou jako Ca.4. Ve stejnou dobu Caproni označoval různé varianty podle celkového výkonu jejich motorů. Po válce přešel Caproni k novému systému značení vlastních konstrukcí, který je také použit níže.
- Ca.40 - jediný prototyp
- Ca.41 - výrobní varianta, v zásadě stejná jako prototyp a poháněná třemi řadovými motory Fiat A.12 po 156 kW (210 k). Několik Ca.41 dostalo motory Isotta-Fraschini po 186 kW (250 k). Ty nesly interní označení Caproni 750 hp. Vyrobeno bylo 41 kusů.
- Ca.42 - poháněné řadovými motory Liberty po 298 kW (400 k) a nesoucí interní označení Caproni 1200 hp. Vyrobeno bylo 12 kusů.
- Ca.43 - jediný exemplář plovákové varianty.
- Ca.48 - dopravní verze konvertovaná z Ca.42 po válce. Kapacita 23 cestujících.
- Ca.51 - jeden examplář se zvětšenými rozměry, dvojitou vodorovnou ocasní plochou a ocasním střelištěm. Poháněly jej tři motory Fiat A.14 po 298 kW (400 k)
- Ca.52 - Ca.42 postavené pro RNAS. Vyrobeno bylo 6 kusů.
- Ca.58 - Ca.48 s motory Fiat A.14 nebo Isotta-Fraschini V.6
- Ca.59 - stejné jako Ca.58, ale určené pro zákazníky mimo Itálii.

Údaje o počtu vyrobených strojů se v různých publikacích liší. Nejpravděpodobnější počty jsou 38 strojů všech variant Ca.4 (podle jiných zdrojů: 38 kusů Ca.40 a Ca.41 a 6 kusů Ca.42 nebo 32 kusů Ca.42 a 21 kusů dalších variant). Mnoho publikací nesprávně označuje všechny varianty jako Ca.42.

## Nasazení
Ca.4 byly testovány Italským letectvem v roce 1917 a operačně byly nasazeny v roce 1918. Protože se používaly k náletům na cíle v Rakousko-Uhersku, při kterých musely překonávat Alpy, byly od nich vyžadovány dobré výškové výkony. V dubnu 1918 bylo 6 Ca.42 používáno 227. perutí britské RNAS. Nejméně tři CA.42 byly zaslány do USA, kde se podrobovaly zkouškám. Po válce byly v Italském letectvu Ca. 4 nahrazeny stroji Ca.36.
I přes svůj křehký zjev byl Ca.4 dobře navrženým letounem. Velikostí a hmotností byl srovnatelný se zahraničními letouny stejné třídy. S motory Liberty byl stejně rychlý jako jiné těžké bombardéry a nákladem bomb většinu z nich překonával. S ostatními motory nebyly jeho výkony už tak vynikající.

## Technický popis

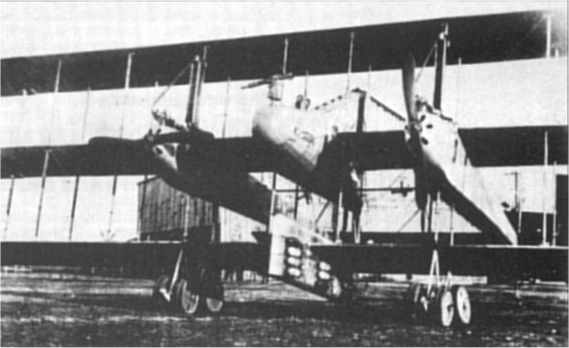
Caproni Ca.41 měl bomby umístěné na zvláštním tělese pod gondolou

Ca.4 byl třímotorový, dvoutrupý trojplošník s dřevěnou kostrou pokrytou plátnem. Centrální otevřená gondola byla připevněna ke spodní části prostředního křídla. Byl v ní umístěn tlačný motor, pilot a přední střelec. Nejméně v jedné variantě centrální gondoly seděla posádka v tandemu střelec/bombometčík a za ním pilot. Dva zadní střelci byli umístěni v obou trupech hned za prostředním křídlem. Také tam mohl být mechanik nebo druhý pilot. Podvozek se skládal z osmi hlavních kol ve dvou klastrech po čtyřech kolech a dvou ocasních ostruh – vysoký počet kol byl dán snahou o rozložení velké hmotnosti letounu po co největší ploše tehdejších nekvalitních travnatých letišť.
Obranná výzbroj sestávala ze 4 až 8 kulometů Revelli ráže 6,5 mm nebo 7,7 mm v jednom předním a dvou zadních střelištích. Bomby bývaly neseny pod centrální gondolou na zvláštním tělese připevněném ke spodnímu křídlu.

## Uživatelé
- Itálie
- Spojené království
- Spojené státy americké

## Specifikace (Caproni Ca.42)

### Technické údaje
- Osádka: 4
- Rozpětí: 29,90 m
- Délka: 13,10 m
- Výška: 6,30 m
- Nosná plocha: 200 m²
- Hmotnost prázdného stroje: 6709 kg
- Maximální vzletová hmotnost: 7500 kg
- Pohonná jednotka: 3× Isotta-Fraschini
- Výkon pohonné jednotky: 200 kW (270 k)

### Výkony
- Maximální rychlost: 140 km/h
- Dostup: 3 000 m
- Stoupavost: 125 m/min
- Dolet: 700 km

### Výzbroj
- 4× kulomet Revelli ráže 6,5 mm, dva v přídi, po jednom ve dvou zadních střelištích
- 1 450 kg bomb